# Distretto di Kuala Muda
Il distretto di Kuala Muda è un distretto della Malaysia, fa parte dello stato del Kedah e il suo capoluogo è la città di Sungai Petani.